# Полесское (Сумская область)
Полесское (укр. Поліське) — село,
Голубовский сельский совет,
Середино-Будский район,
Сумская область,
Украина.
Код КОАТУУ — 5924480905. Население по переписи 2001 года составляло 15 человек .

## Географическое положение
Село Полесское находится на правом берегу реки Лютка,
выше по течению на расстоянии в 0,5 км расположено село Подолы.

## История
Полесское было основано в середине 20-х годов прошлого века, и до 17 августа 1964 года называлось Васильевским. На протяжении всего своего существования оно было небольшим населённым пунктом и в 1926 году насчитывало 1 двор, в котором проживало 6 жителей, в 1940 году – 17 дворов, а в 1976 году – 6 дворов.
По состоянию на 12 января 1989 года в нём проживал 31 житель, 5 декабря 2001 года – 15 жителей, а 1 января 2008 года – 13 жителей.